# Ignacio Calderón

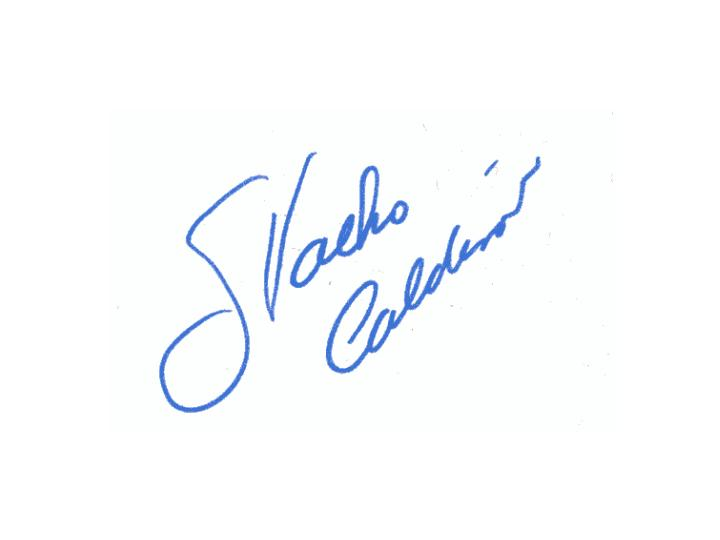
Autogramm von Ignacio „Nacho“ Calderón aus seiner aktiven Spielerzeit.

Ignacio Calderón (* 13. Dezember 1943 in Guadalajara, Jalisco) ist ein ehemaliger mexikanischer Fußballtorwart, der von 1962 bis 1975 für Chivas Guadalajara spielte und Teil jener legendären Mannschaft war, die in den neun Jahren zwischen 1957 und 1965 siebenmal mexikanischer Meister wurde und den Beinamen „Campeonísimo“ erhielt. Außerdem spielte er von 1975 bis 1980 für die ebenfalls in Guadalajara beheimatete Universitätsmannschaft Universidad de Guadalajara, bevor er seine aktive Laufbahn 1980 bei Atlas Guadalajara ausklingen ließ. Bekannt war er auch unter den Spitznamen „el Cuate“ (der Zwilling) und „Nacho“, der mexikanischen Koseform des Namens Ignacio, den er gewöhnlich auch bei seinen Autogrammen benutzte (siehe Bild).

## Leben

### Kindheit
Die Calderón-Zwillinge, die im Alter von 11 Jahren beide noch die Position des Torhüters bevorzugten, gehörten zu den ersten Bewohnern des 1954 neu eröffneten Wohngebietes Ladrón de Guevara, wo sie in einem Haus an der Calle Veracruz (heute Calle Amado Nervo) lebten. Gemeinsam mit einigen Jungen aus der Nachbarschaft spielten und trainierten sie regelmäßig auf einer Fläche an etwa jener Stelle, wo die von ihnen bewohnte Straße die Calle Garibaldi kreuzt, bevor die Zwillinge sich 1956 dem Nachwuchsbereich des Club Deportivo Guadalajara anschlossen.

### Verein
Ignacio Calderón füllte die immense Lücke, die seine beiden großen Vorgänger schon bald zu hinterlassen drohten – Jaime Gómez im Verein und Antonio Carbajal in der Nationalmannschaft – mit einer solchen Bravour, dass niemand diesen Legenden des mexikanischen Fußballs eine Träne nachweinen musste. Vielmehr entwickelte „el Cuate“ – so sein Spitzname, der eine Verbindung zu seinem ebenfalls bei Chivas unter Vertrag stehenden und dort im Mittelfeld agierenden Zwillingsbruder Carlos Calderón herstellt – aufgrund seiner positiven Ausstrahlungskraft schon früh eine solche Faszination auf die Massen, dass er selbst schon bald zum unersetzbar wirkenden Idol avancierte. 
In erster Linie galt „Nacho“, so ein weiterer Spitzname dieses großen mexikanischen Torhüters, aufgrund seines guten Aussehens als „der Rudolph Valentino des mexikanischen Fußballs und ein Liebling der Damenwelt“. Neben seiner hervorragenden Leistung und seiner Führungspersönlichkeit fiel Calderón vor allem durch sein Charisma sowie seine komplett weiße Spielkleidung und seine lange Koteletten auf; darüber hinaus war er in seiner Heimat als Held von Bildromanen bekannt.
Calderón wird nicht selten vorgeworfen, den Grundstein für die bald explosionsartig steigenden Spielergehälter in Mexiko gelegt zu haben. 1975 – „Nacho“ war mit einem Monatsgehalt von 18.000 Pesos bereits der bestbezahlte Spieler seiner Mannschaft – forderte er eine Gehaltserhöhung auf 33.000. Als sein Präsident ihm diese verweigerte, wechselte er zum Stadtrivalen Club Universidad de Guadalajara, an dessen Universität er in den 1960er Jahren sein Studium der Zahnmedizin absolviert hatte. In den vier Spielzeiten von 1975/76 bis 1978/79 gelang den Leones Negros stets eine bessere Platzierung als seinem alten Verein, wobei die Universitätskicker in den ersten beiden Spielzeiten (1975/76 und 1976/77) sogar zweimal in Folge Vizemeister wurden. Im Nachhinein bezeichnet Calderón diese fünf Jahre als die schönste Zeit seiner gesamten Laufbahn als Profifußballspieler. Er ist heute Mitglied der Technischen Kommission bei den Leones Negros.

### Nationalmannschaft
Ignacio Calderón bestritt zwischen 1965 und 1974 insgesamt 60 Länderspiele, so viele wie kein anderer mexikanischer Torsteher vor ihm. Sein Debüt im Dress der mexikanischen Nationalmannschaft gab er am 28. März 1965 gegen El Salvador (2:0), seinen Abschied am 8. September 1974 in Dallas, Texas gegen die Auswahl der USA (1:0).
„El Cuate“ wurde sowohl für die WM 1966 als auch für die WM 1970 nominiert und bestritt insgesamt sechs von sieben möglichen WM-Spielen. Lediglich beim letzten WM-Spiel der Mexikaner in England 1966 gegen die Mannschaft von Uruguay (0:0) musste er – aus „abschiedspolitischen Gründen“ – der Torwartlegende Antonio „Tota“ Carbajal den Vortritt lassen. Bei der 1970 im eigenen Land ausgetragenen WM durfte „Nacho“ alle Spiele absolvieren und blieb sogar von allen Torhütern dieser WM vom Start weg am längsten ohne Gegentor: die komplette Vorrunde sowie die ersten 24 Minuten im Viertelfinale, somit also insgesamt 294 Minuten. Doch auch er konnte letztendlich die hohe 1:4-Niederlage gegen Italien nicht verhindern, die Mexiko einmal mehr daran hinderte, in ein Halbfinale einer Fußball-Weltmeisterschaft einzuziehen. 
Calderón hätte wohl auch bei der WM 1974 in Deutschland im Tor gestanden, wenn die Mexikaner sich denn qualifiziert hätten. Doch sie scheiterten überraschend, so dass an ihrer Stelle die Auswahl von Haiti nach Deutschland reisen durfte.

## Erfolge
- Mexikanischer Meister (3): 1964, 1965, 1970
- Mexikanischer Supercup (3): 1964, 1965, 1970
- Pokalsieger von Mexiko (1): 1970